# Herpetogramma pseudomagna
Herpetogramma pseudomagna es una especie de polilla del género Herpetogramma, categorizada en la tribu Herpetogrammatini, de la subfamilia Spilomelinae. Fue descrita por Yamanaka en 1976.

## Descripción
La envergadura es de 27-29 mm.

## Distribución
Se distribuye por Asia: China y Japón.